# کریج ودرن
کریج ودرن (انگلیسی: Craig Wedren; ۱۵ اوت ۱۹۶۹ – ) موسیقی‌دان، خواننده-ترانه‌پرداز، آهنگساز اهل ایالات متحده آمریکا بود. وی از سال ۱۹۸۶ میلادی تاکنون مشغول فعالیت بوده‌است.